# Oude Houtlei

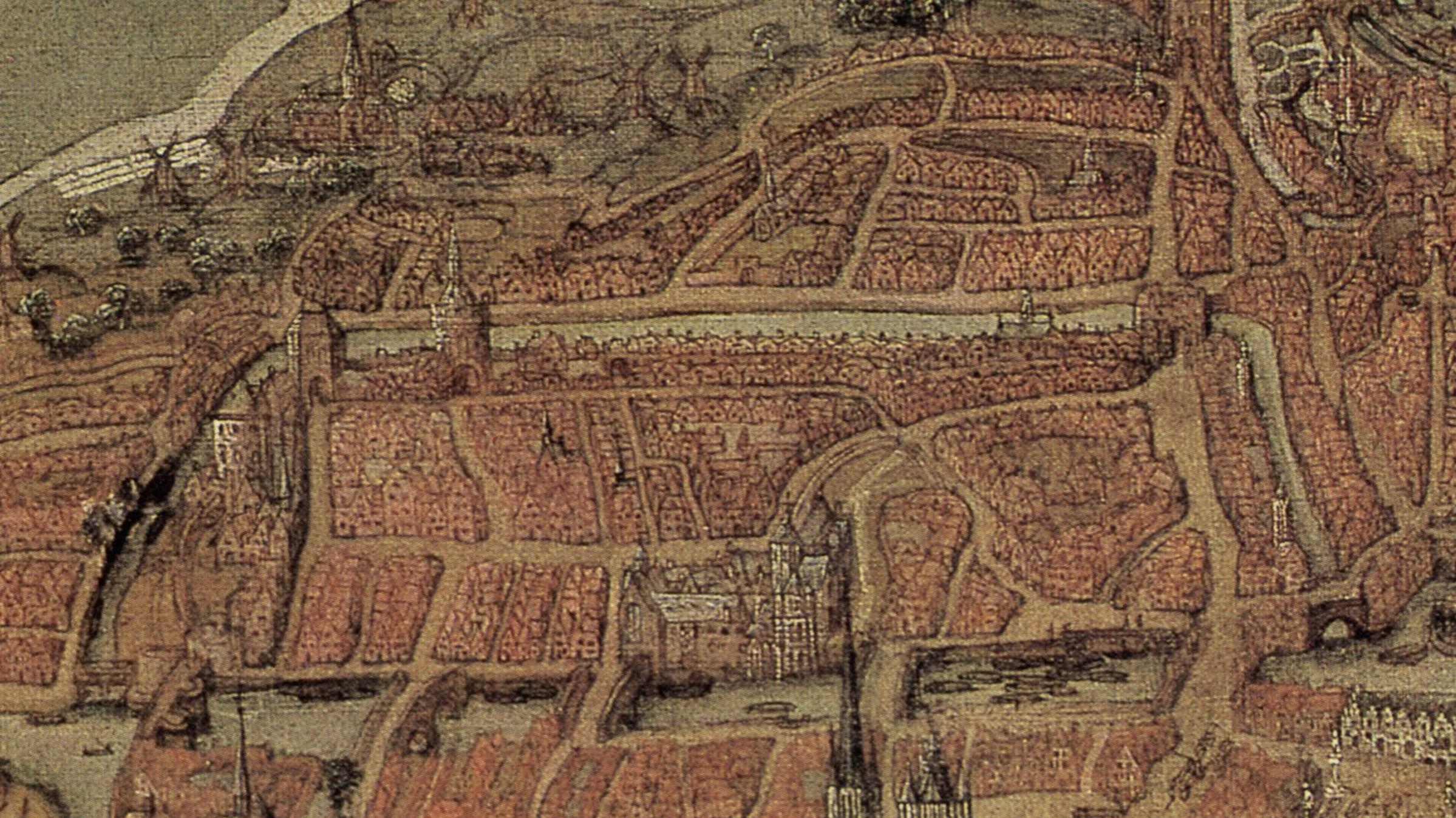
Detail van de Houtlei uit panoramisch zicht op Gent van 1534 met drie stadspoorten, van links naar rechts: Zandpoort, Posteernepoort, Torenpoort

De Oude Houtlei is een straat in de Belgische stad Gent. Oorspronkelijk was het een gracht die in 1898-1899 werd gedempt omwille van haar dichtslibbing en geurhinder.
In Gent worden grachten vaak aangeduid met lei, naar de rivier de Leie. De Houtlei, zoals ze oorspronkelijk werd genoemd, was een kunstmatige gracht die in de tweede helft van de 12e eeuw werd gegraven als westelijke verdedigingsgrens van de stad. Ze was voorzien van vestingmuren, waarvan nog gedeeltes terug te vinden zijn in het Gent van anno 2009, en van vier versterkte stadspoorten en twee dienstpoorten.
Vanaf 1540 en de Concessio Carolina begon men aan de sloop van de verdedigingsgordel, wat definitief werd beëindigd met de demping van deze gracht in 1898-1899.
Langs deze gracht verschenen nieuwe kloostergebouwen van de Alexianen (later het Sint-Amandusinstituut), de kloosterkerk der franciscanen en het klooster van de cisterciënzerinnen van Oost-Eekloo (nu het Sint-Lucasinstituut).